# Franciabigio
Franciabigio (Florença, 30 de janeiro de 1484 - Florença, 14 de janeiro de 1525), foi um pintor italiano da Renascença florentina. Seu verdadeiro nome pode ter sido Francesco di Cristofano, Marcantonio Franciabigio ou Francia Bigio.

## História
Nasceu em Florença e inicialmente trabalhou com Mariotto Albertinelli até 1506. Em 1505, esteve com Andrea del Sarto e no ano seguinte os dois criaram uma loja em comum na Piazza del Grano. Era um ótimo criador de afrescos e Vasari afirma que Franciabigio ultrapassou todos seus mestres nessa técnica. Sua força naturalística está principalmente em seus retratos.
Em 1513, no claustro da Basilica della Santissima Annunziata, em Florença, executou o afresco O Casamento da Virgem, uma parte de uma série dirigida por Andrea del Sarto, e mais tarde ofuscada pela obra Nascimento da Virgem, de del Sarto. Outros artistas que trabalharam no local sob a mesma direção foram Rosso Fiorentino, Pontormo, Francesco Indaco e Baccio Bandinelli.
Várias obras que antes eram de Rafael são hoje atribuídas a Franciabigio, tal como a Madonna del Pozzo e o Retrato de um Jovem (hoje no Louvre).